# Eriocaulon inyangense
Eriocaulon inyangense là một loài thực vật có hoa trong họ Cỏ dùi trống. Loài này được Arw. mô tả khoa học đầu tiên năm 1934.